# 北弗吉尼亚大学
北弗吉尼亚大学（英語：University of Northern Virginia，又称“北维大学”）是美國弗吉尼亚州費爾法克斯縣安嫩代爾的一所營利學校
。这所大学建立于1998年，提供學士、硕士和博士学位。虽然北维大学在美国并不知名，但它自称是最受印度学生欢迎的美国大学。
北维大学受到联邦政府的监视，其学术上和学生签证上的诸多问题也被媒体报道。美国移民海关总署于2011年7月28日突袭了学校办公室，并通知校方政府将取缔学校向国际学生颁发录取通知书的权利。印度国会议员Kapil Sibal，将北维大学与名声狼藉的“sham university”相比较，并说大学没有任何可接受的认证。虽然印度媒体预测北维大学将于2011年被永久关闭，但学校在那之后仍继续营业。
2013年7月16日，弗吉尼亚州高等教育部取缔了北维大学的运营执照，并强迫学校关闭。
在2013年10月7日， UNVA对外发布了新的教学地址，在南达科他州的苏瀑。

## 学校创立和运营
北维大学的创立人和主要拥有者是何复国（Daniel Ho), 企业家， 拥有顶好国际超市（Super Q Mart International Food）, 在华盛顿地区有三家分店。北维大学曾经的校长是David V. Lee。他在2011年8月9日辞职，理由是“不想因关于我私人生活的讨论影响北维大学的学生和朋友。”Lee的辞职发生在一篇揭露他性虐待行为的名为“The Smoking Gun”的报告之后。Habib Khan 成为继任校长。2012年8月9日, Habib Khan辞职. 新任校长为北维大学前教育部主任Ali Dastmalchi（中译名为：阿里.达士马驰）.

## 校友名單
- 鍾易仲：前立委鍾紹和之子，代父投身2016年中華民國立法委員選舉高雄市第一選舉區參選[14]。
- 陳建良：有鴻股份有限公司的創辦人、董事長。

## 相關
- 維吉尼亞州學院和大學列表

## 外部連結
北維吉尼亞大學官方網站